# أرضية مرتفعة

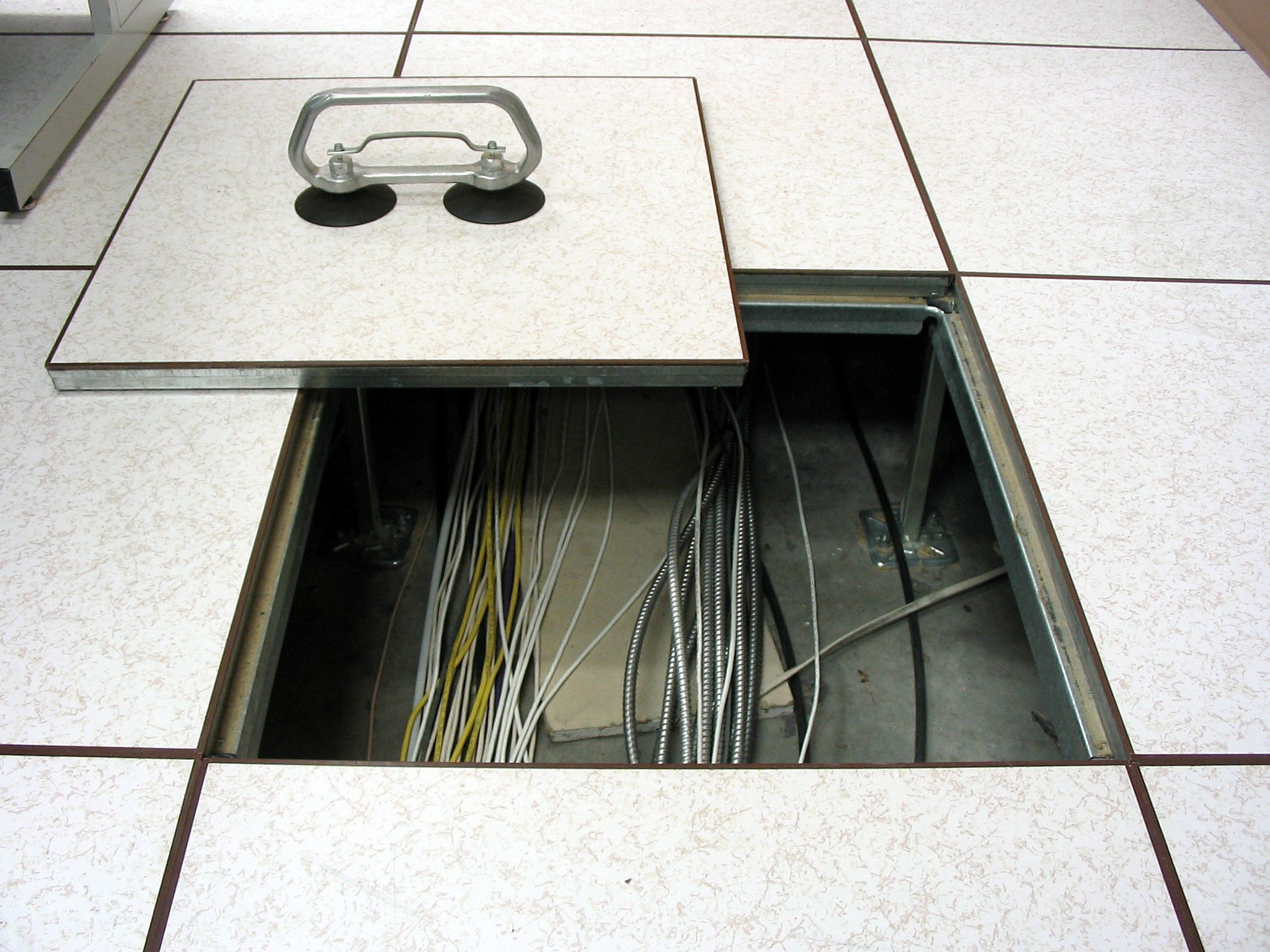
الأسلاك المخفية تحت الأرضية المرتفعة.

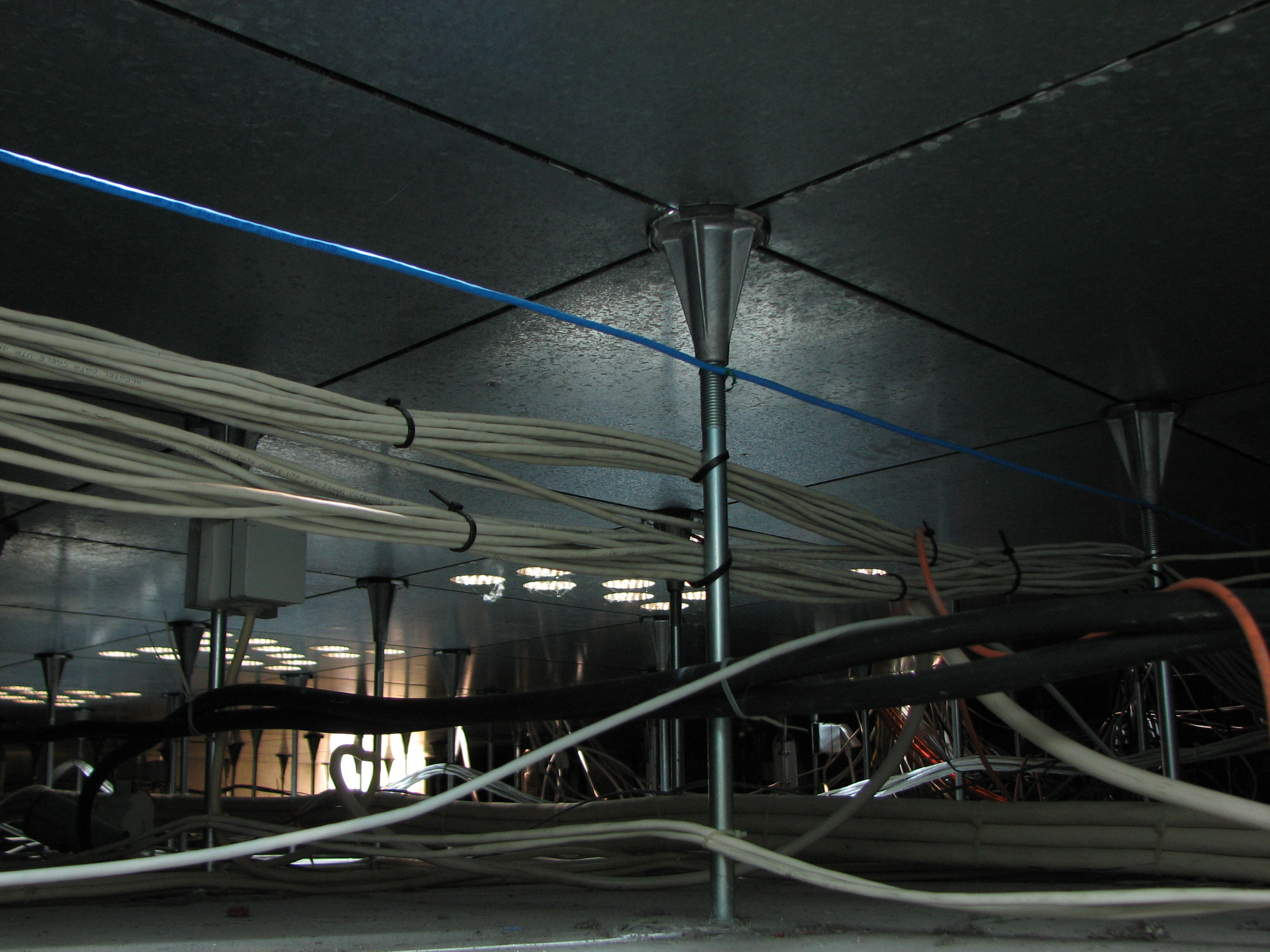
حوامل الأرضية المرتفعة من أسفل.

الأرضيات المرتفعة (بالإنجليزية: Raised Floor) هي عنصر معماري يوفر أرضية هيكلية مرتفعة فوق ركائز صلبة أو حوامل (غالبا ما تكون بلاطة خرسانية) لتخلق فراغا مخفي لمرور الخدمات الميكانيكية والكهربائية. تُستخدم هذه الأرضيات على نطاق واسع في المباني المكاتب الحديثة في مجالات متخصصة مثل تكنولوجيا المعلومات، ومراكز البيانات، وغرف الكمبيوتر، حيث هناك حاجة إلى خدمات الكابلات، الأسلاك، والتيار الكهربائي. يمكن تركيب هذه الأرضيات على ارتفاعات متفاوتة تبدأ من حوالي 51 ملم إلى حوالي 1,200 ملم لتتناسب مع الخدمات التي يمكن استيعابها بالأسفل. وكثيرا ما يتم دعمها هيكليا بشكل إضافي وبالإضاءة عندما يتم رفع الأرضية لتكفي مرور إنسان.

## الخواص
تتميز الأرضيات المرتفعة بمرونة التصميم ومرونة التعديل وإعادة استخدام الألواح، وسرعة وسهولة التركيب، والتهوية الجيدة، والقضاء على مشكلة الكابلات والأسلاك الخاصة بالكهرباء والفاكس والتليفونات وأجهزة الحاسب الالي وأسلاك الإنترنت. وهي مقاومة لأنتشار اللهب والحريق بنسبة كبيرة، وخفيف الوزن، وتقوم بامتصاص أو تسريب الكهرباء السالبة«الاستاتيكية» ، ومقاومة للرطوبة.
إلا أنها لها بعض العيوب، منها؛ تقليل الارتفاع الصافي للأدوار، وسهولة وجود قوارض وحشرات أسفل البلاطات، العزل القليل للصوت. كما أن هناك مشاكل في تركيب الأرضيات المرتفعة، منها عدم استواء السطح، كما أنه لابد من وضع الحوامل في أماكنها الصحيحة بدقة متناهية.